# Прва јужноморавска ударна бригада
Прва јужноморавска народноослободилачка ударна бригада формирана је 11. октобра 1943. године у селу Ображда, код Бојника од јединица Првог јужноморавског партизанског одреда. На дан формирања имала је три батаљона - два ударна и један омладински, са укупно 570 бораца.
Бригада је расформирана 10. фебруара 1944. године и од њених бораца и бораца Прве шумадијске бригаде, формирана је код Чајнича Трећа српска ударна бригада.
За своје заслуге током Народноослободилачког рата, бригада је Указом Председника ФНРЈ Јосипа Броза Тита од 22. децембра 1961. године одликована Орденом партизанске звезде и Орденом заслуга за народ.

## Борбени пут Прве јужноморавске бригаде
Одмах по формирању Прва јужноморавска бригада је упућена на подручје Куршумлије, ради чишћења терена од четника. Код села Космаче 18. октобра напали су је делови бугарског окупационог 122. пука 27. дивизије и делови Српске државне страже, али су против нападом бригаде разбијени и одбачени ка Куршумлији; 28. октобра код села Рујковца бригада је заједно са деловима Првог јужноморавског партизанског одреда нанела губитке бугарском Трећем батаљону 67. пука од 63 погинула и 50 рањених; тада је заплењено четири митраљеза, три пушкомитраљеза, 40 пушака и 12.000 метака.
У првој половини новембра бригада се пребацила на подручје Жупе и Расине, где је нанела тешке губитке четничком Расинском корпусу. Посебно се истакла у борбама са четницима код Великог Шиљеговца и Здравиња, од 16. до 18. новембра, када је погинуло око 130 четника, а 190 заробљено.
По наређењу Врховног штаба НОВ и ПОЈ Прва јужномораска бригада је 22. новембра кренула преко Шумадије за Босну. Уз пут је водила тешке борбе са четницима код села Милутовца, код Крушевца 24. и 25. новембра; код Доње Шатроње и Трешњевице 27. и 28. новембра и у селу Даросави 3. децембра. После разбијања Прве рачанске четничке бригаде код Дивчибара, бригада је избила преко планине Таре код Старог Брода на реку Дрину, коју је прешла 12. децембра водећи поново борбе с четницима. У источној Босни бригада је била привремено стављена под команду Пете крајишке дивизије и водила борбе са Немцима на Деветаку, Озрену, код Тузле, Хан-Пијеска и на другим местима.
Одлуком Главног штаба НОВ и ПО Србије, бригада је расформирана и од њених бораца и бораца Прве шумадијске бригаде формиран је 10. фебруара 1944. године у селу Пониквама, код Чајнича Трећа српска ударна бригада.

## Народни хероји Прве јужноморавске бригаде
- Владимир Букилић Поп Мићо (1919—1944) политички комесар Трећег омладинског батаљона
- Славољуб Вуксановић (1921—1943) командир чете
- Стојан Љубић (1916—1943) командир Ударне чете